# Kerishnie Naicker
Kerishnie Naicker, née le 1er janvier 1980 à Durban, est une femme d'affaires, conférencière et animatrice de télévision sud-africaine. Elle a été élue Miss Afrique du Sud 1997. Elle est la 41e Miss Afrique du Sud. Elle est la directrice exécutive de la société Lwazi Interactive management Services depuis 2004.

## Biographie

### Jeunesse et études
Kerishnie Naicker naît le 1er janvier 1980 à Durban, en Afrique du Sud et y passe une grande partie de sa jeunesse dans la banlieue de Reservoir Hills. Elle est l'aînée d'une fratrie de deux enfants. Son père est Joey Naicker, est un homme d'affaires indépendant tandis que sa mère, Amra Naicker est employée d'un restaurant.
Depuis l'âge de treize ans, elle avait rêver de devenir Miss Afrique du Sud. Elle a obtenu un baccalauréat en pharmacie à l'université de Durban-Westville en 1994 et a exercé comme pharmacienne à l'hôpital et en pharmacie. Au moment de son élection, elle étudiait et maîtrisait sa pratique pharmaceutique en effectuant des recherches sur les facteurs sociaux et comportementaux influençant sur la tuberculose en Afrique du Sud. Au cours de sa dernière année, son père décède d'une crise cardiaque.

### Élection Miss Afrique du Sud 1997
En s'inscrivant à l'élection, Kerishnie Naicker avait l'intention de porter l'attention du public à la grande population indienne qui constitue une partie importante de la population sud-africaine ainsi que de sensibiliser à la tuberculose. En ayant gagné le concours, elle sera la première indienne avoir été élue Miss Afrique du Sud.

#### Parcours
- Miss Afrique du Sud 1997.
- Top 5 au concours Miss Monde 1998 à Baie Lazare, aux Seychelles.
- Miss Afrique 1998.
- Top 10 au concours Miss Univers 1998 à Honolulu, Hawaï.

## Émissions
- 1997 : Candidate à l'émission Élection Miss Afrique du Sud 1997
- De 1999 à 2000 : Présentatrice de l'émission, Eastern Mosaic avec Asif Essa.